# Калкуны (Даугавпилсский край)
Калкуны (латыш. Kalkūni) — населённый пункт в Аугшдаугавском крае (до 2021 года в Даугавпилсском крае) Латвии. Административный центр и крупнейший населённый пункт Калкунской волости. Находится у юго-западной окраины города Даугавпилса. По данным на 2015 год, в населённом пункте проживало 880 человек. В селе находится памятник архитектуры — усадьба Калкуны. Рядом расположена железнодорожная станция Грива.

## История
В советское время населённый пункт был центром Калкунского сельсовета Даугавпилсского района. В селе располагался колхоз «Ударник».